# NGC 5500
NGC 5500 ist eine Elliptische Galaxie vom Hubble-Typ E2 im Sternbild Bärenhüter am Nordsternhimmel. Sie ist schätzungsweise 90 Millionen Lichtjahre von der Milchstraße entfernt und hat einen Durchmesser von etwa 25.000 Lj.
Das Objekt wurde am 12. Mai 1787 von Wilhelm Herschel mit einem 18,7-Zoll-Spiegelteleskop entdeckt, der sie dabei mit „cF, cS, iR“ beschrieb.